# Isla Tortuga (Baja California Sur)
Isla Tortuga es una pequeña isla de origen volcánico localizada en el golfo de California a 40 km de la costa de Baja California Sur en México. La isla es un volcán en escudo y cuenta con una caldera circular de 1 km de ancho y 100 metros de profundidad, al oeste del centro de la isla.

## Características
Isla Tortuga cuenta con una longitud de aproximadamente 4 km, y sólo alcanza una altitud de unos 210 metros sobre el nivel del mar. Fallas giratorias cortan el borde de la caldera de 100 m de profundidad, que tiene por piso un lago de lava solidificada y contiene unos conos que parecen salpicaduras. El volcán en escudo fue construido durante los dos períodos de migración norte, actividad que comenzó con erupciones submarinas que incluyeron la formación de un anillo circular con complejo de toba que encierra la caldera. Los lados de un pilar volcánico en el centro de la caldera, muestran flujos de lava que cubren una capa de halita de 2 m de espesor, formados cuando el agua de mar llenó la caldera, creando así mismo una cuenca de evaporitas. A principios del siglo XX el área marítima alrededor en la isla se usaba como basurero resultante de la actividad minera en Santa Rosalía, esta se ha devuelvo a la costa por las mareas. 

Los flujos de lava recientes cubren la mayor parte de los flancos del volcán, y la actividad fumarólica ha continuado en el tiempo histórico.